# Exorista neta
Exorista neta är en tvåvingeart som först beskrevs av Charles Howard Curran 1927.  Exorista neta ingår i släktet Exorista och familjen parasitflugor. Inga underarter finns listade i Catalogue of Life.